# Lycoperdon excipuliforme
Lycoperdon excipuliforme (Giovanni Antonio Scopoli ex Christian Hendrik Persoon, 1801), sin. Lycoperdon saccatum (Vahl, 1794), din încrengătura  Basidiomycota în familia Agaricaceae și de genul Lycoperdon este o specie de ciuperci saprofită și, atât timp cât este tânără, comestibilă, denumită în popor ghioaga iepurilor. Buretele se dezvoltă în România, Basarabia și Bucovina de Nord preferat în păduri de foioase, dar, de asemenea, pe peluze și prin câmpii. Timpul apariției este din iulie până în noiembrie.

## Descriere

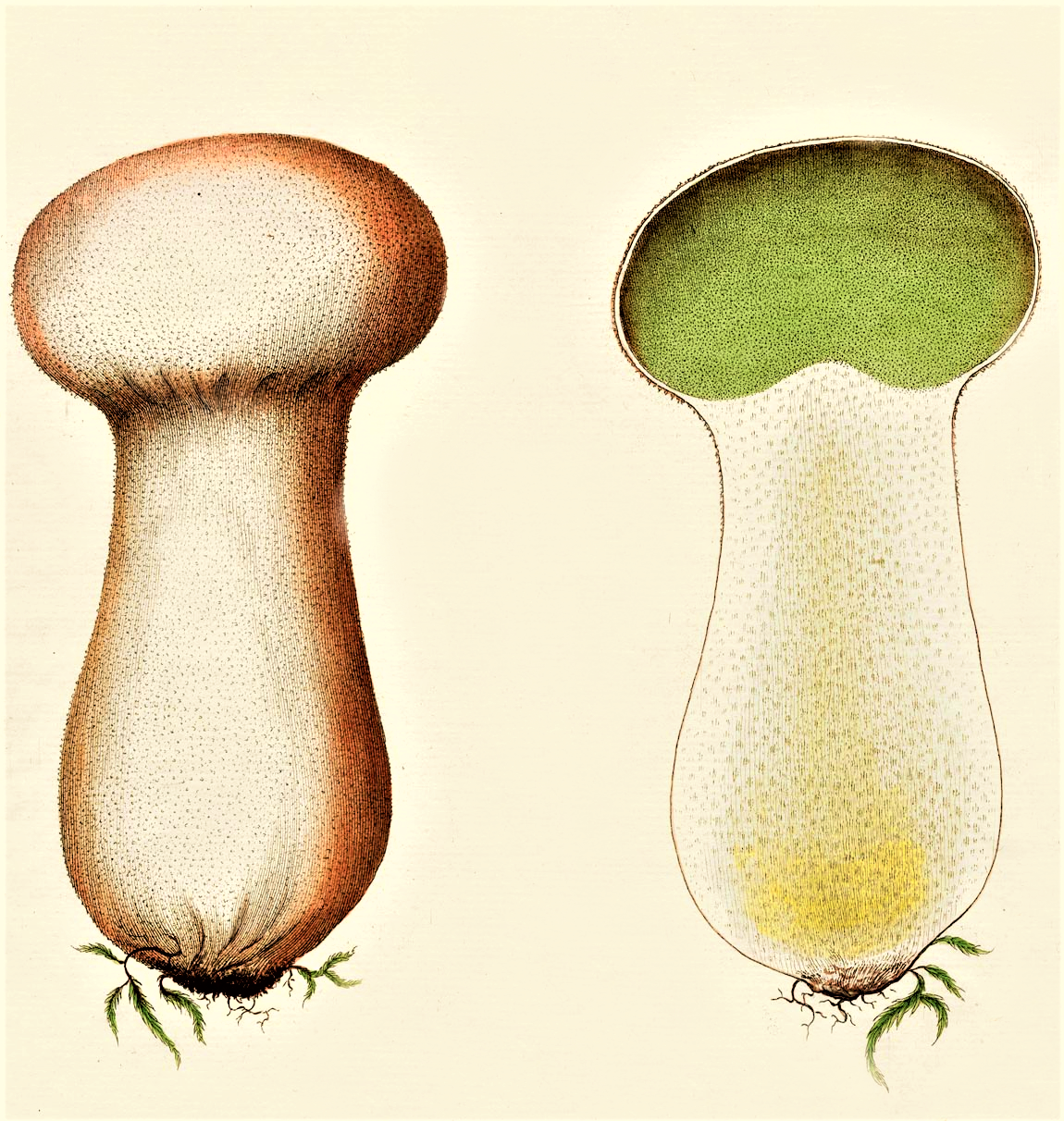
Vahl: Lycoperdon saccatum

- Corpul fructifer: este destul de variabil, cu o grosime 5-12 cm în partea de sus (care este cea fertilă) și o înălțime de 7-15 cm, având un aspect de pistil, mai rar de pară. Peridia[5] exterioară (Exoperidium) este inițial albicioasă, devenind apoi cremă până la ocru, la bătrânețe uscată, amintind de pergament precum maronie. Este acoperită dens cu o mulțime de negi fini care sunt ușor de îndepărtat. Interiorul este la început de asemenea alb, apoi galben-verzui, verde-măsliniu și în final, după descompunere, pulverulent și de culoare brun-măslinie până brun-purpurie. În cele din urmă, corpul fructifer se despică neregulat în partea de sus, astfel încât sporii maturi au posibilitatea de a scăpa în aer liber. Astfel pot fi răspândiți de vânt.
- Piciorul:  nu are tijă adevărată, dar prelungirea corpului fructifer spre jos are aparența unui trunchi. Ciuperca este în acest domeniu sterilă, în diferență cu cea de sus. Coloritul corespunde cu cel al părții de sus.
- Carnea (gleba): este la exemplarele tinere fermă, compactă, ceva lipicioasă și albă. Gleba se colorează după acea, începând în partea de sus, mai întâi galben, apoi verzui, devenind păstoasă, în sfârșit brun-măsliniu ai pulverulentă, Mirosul amintește ușor de ciuperci și gustul exemplarelor tinere este plăcut.
- Caracteristici microscopice: are spori rotunjori, verucoși și destul de mici, având o mărime de 4-6 microni. Pulberea lor este brun-măslinie.[3][4]

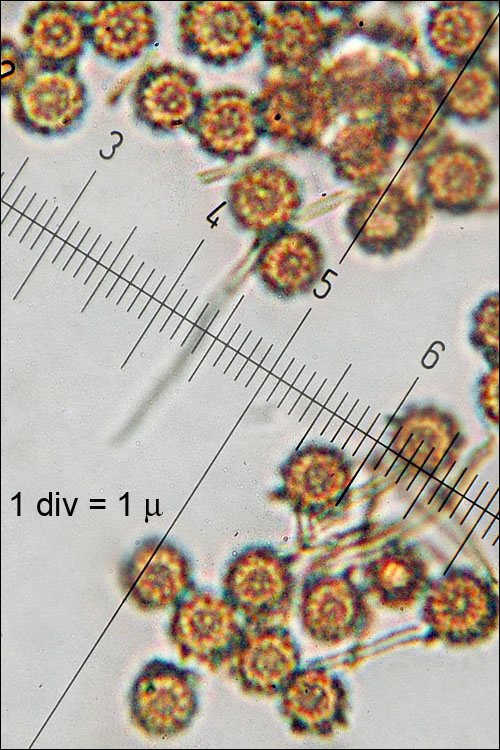
L. excipuliforme, spori
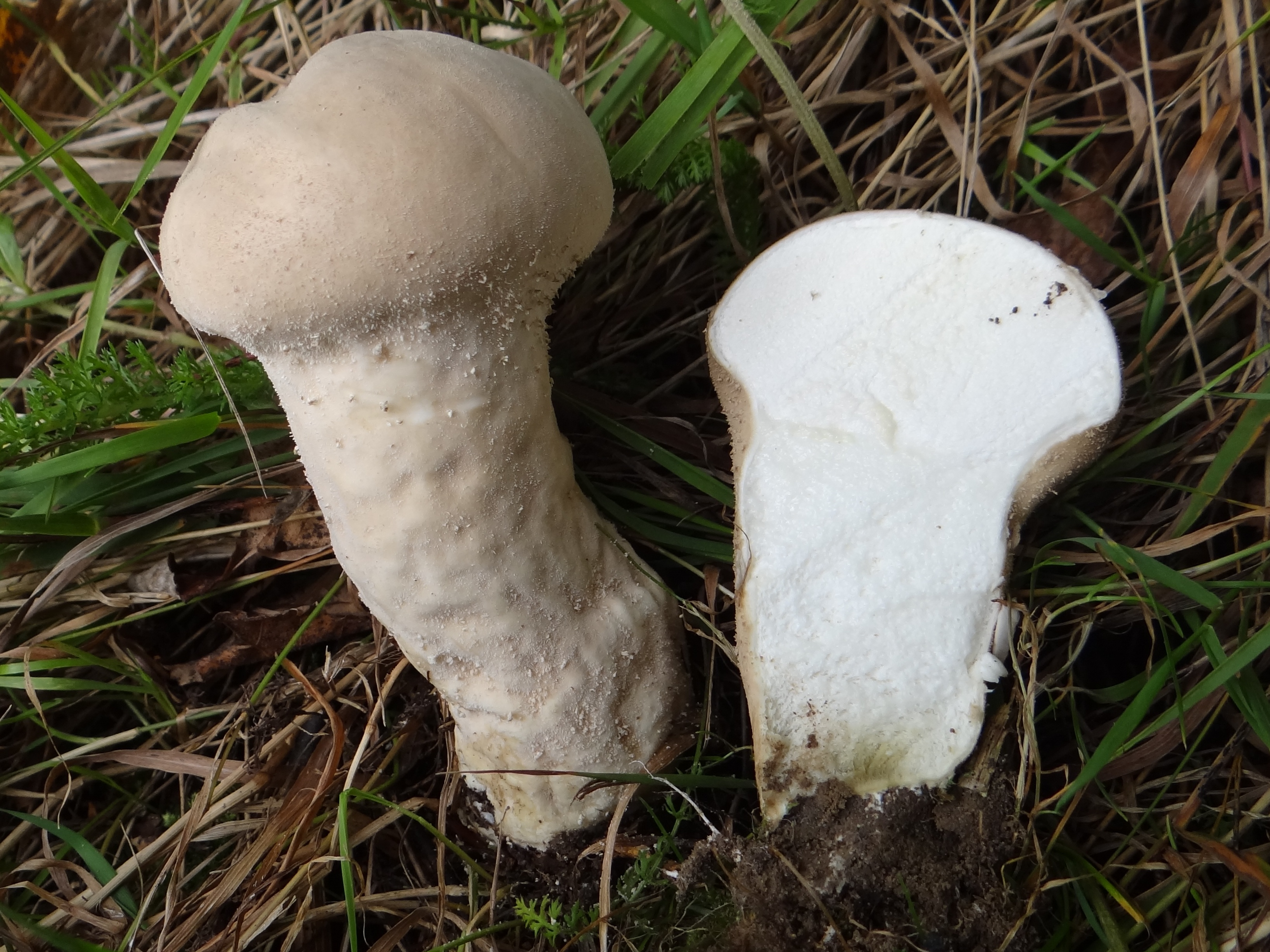
L. excipuliforme, secțiune longitudinală
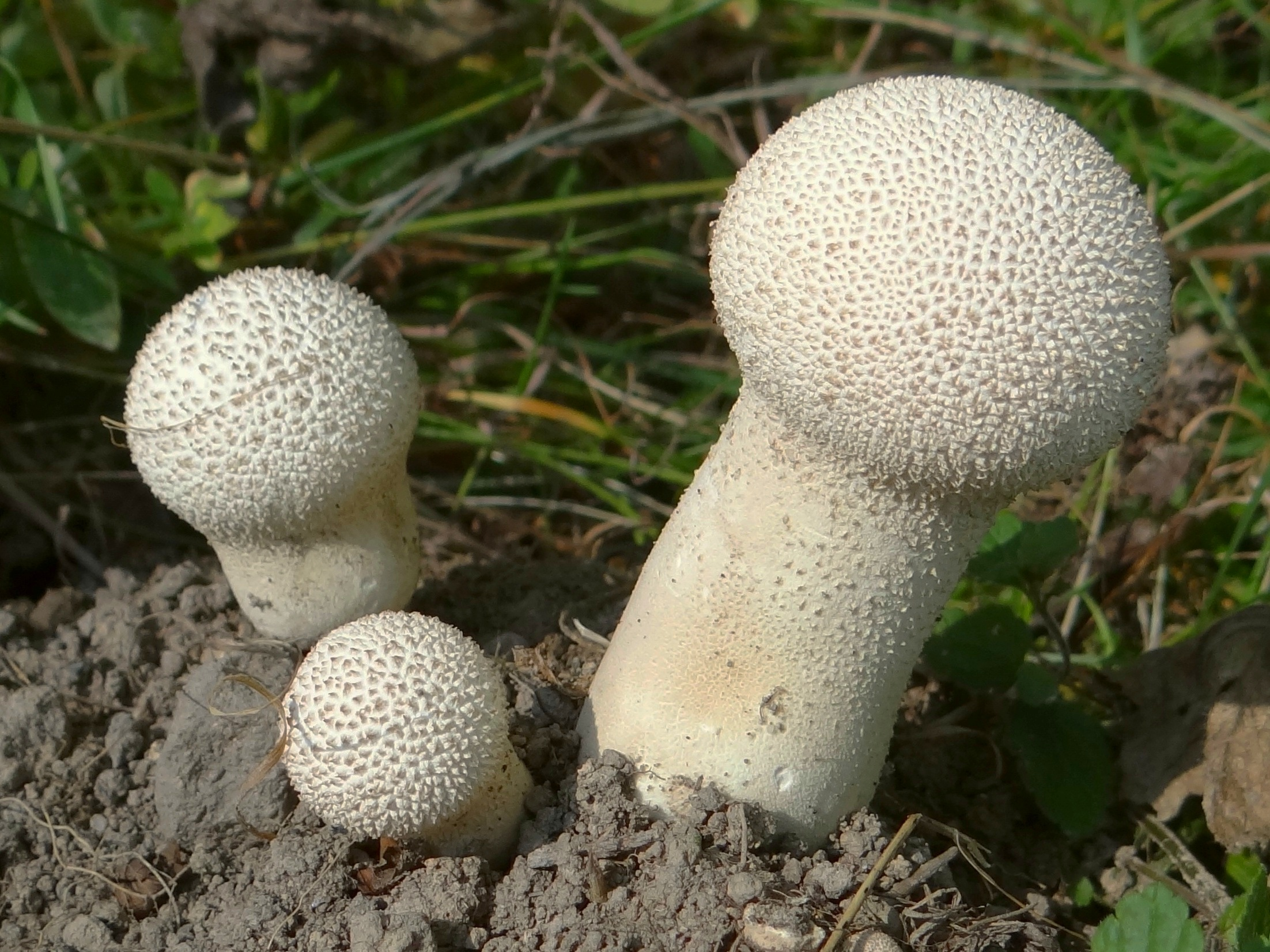
L. excipuliforme tineri
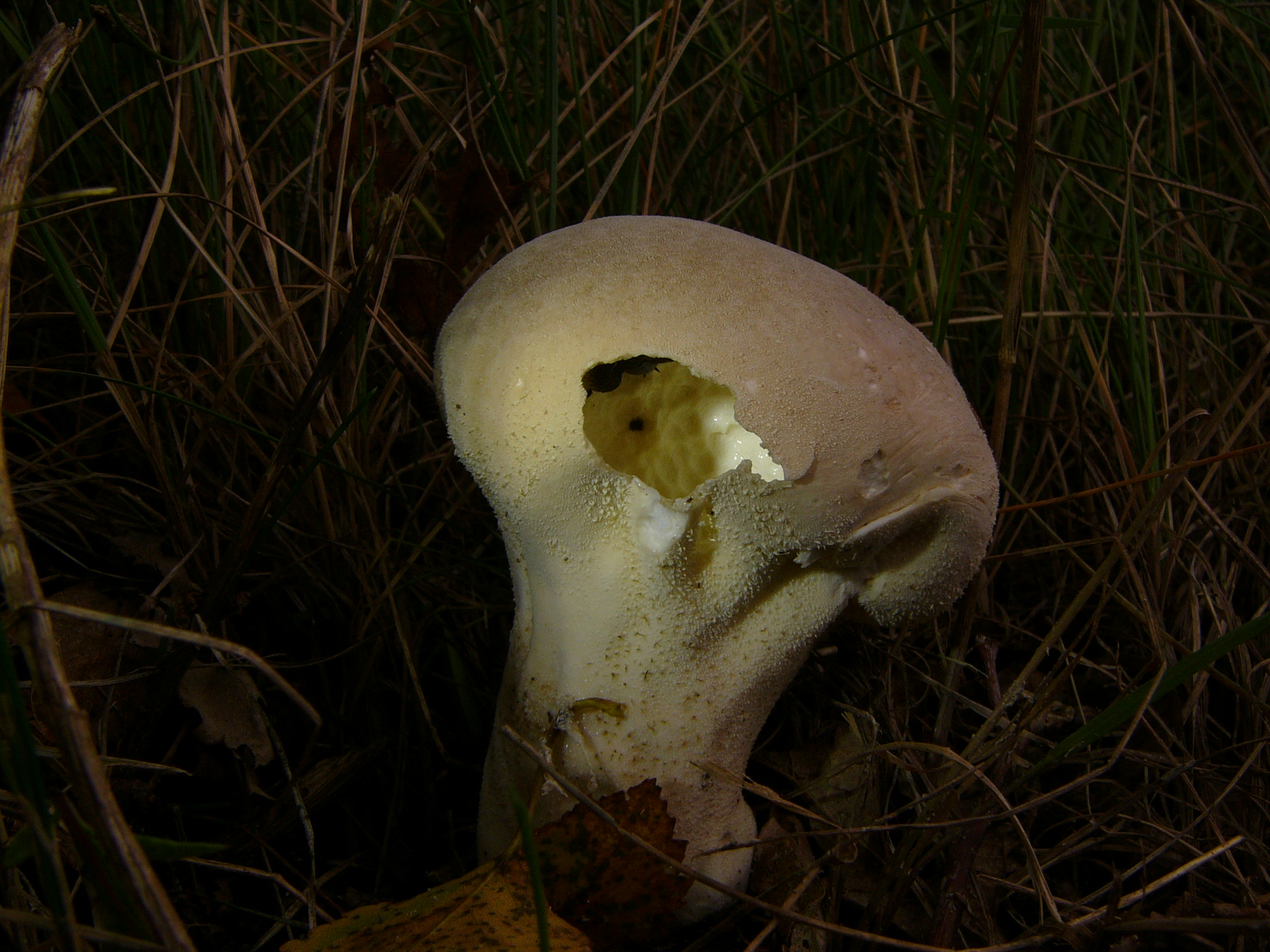
L. excipuliforme bătrân

## Confuzii
Ghioaga iepurilor poate fi confundată cu alte soiuri ale genului sau celor strâns înrudite, cu toate comestibile, cum sunt Bovista aestivalis sin. Lycoperdon ericetorum, Bovista plumbea, Lycoperdon candidum sin.  pedicellatum, Lycoperdon echinatum, Lycoperdon ericaeum, Lycoperdon marginatum (se spune că ar conține substanțe psiho-active), Lycoperdon molle, Lycoperdon nigrescens sin. foetidum, Lycoperdon pedicellatum, Lycoperdon perlatum, Lycoperdon pratense sin. 
Vascellum pratense, Lycoperdon pyriforme, Lycoperdon umbrinum, Lycoperdon utriforme sau Calvatia cretacaea, dar, de asemenea, cu forme deschise ale otrăvitorului Scleroderma citrinum sin. vulgare.

## Specii asemănătoare în imagini

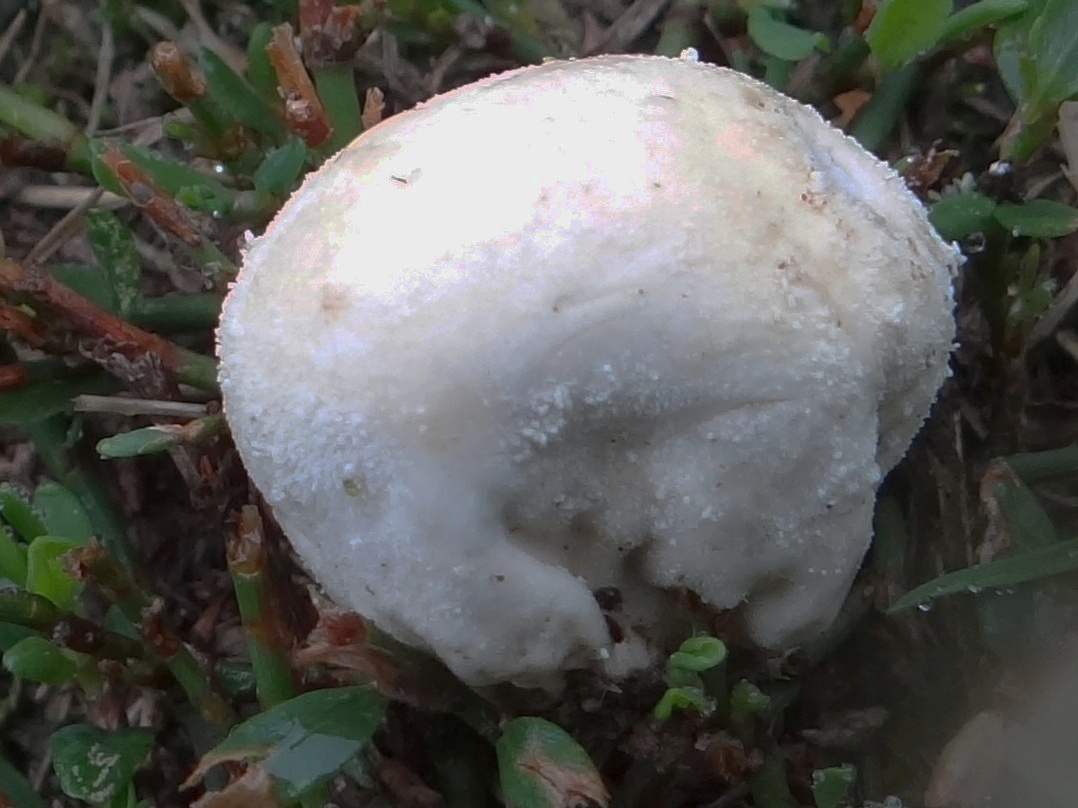
Bovista aestivalis
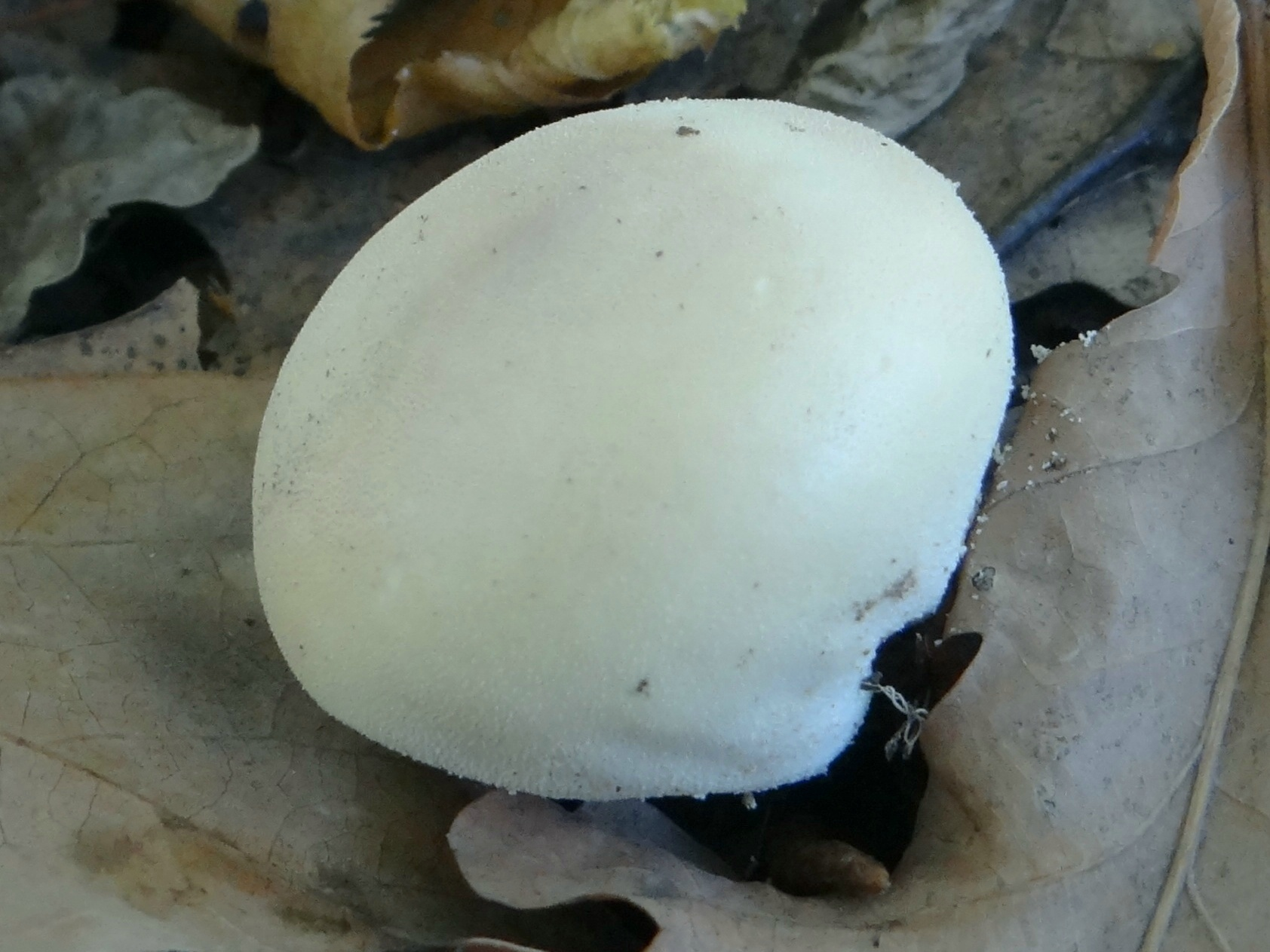
Bovista plumbea
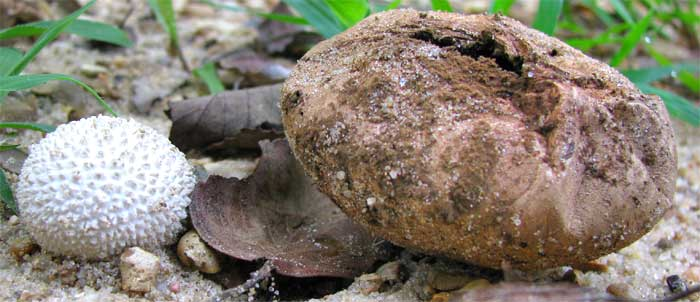
Lycoperdon candidum
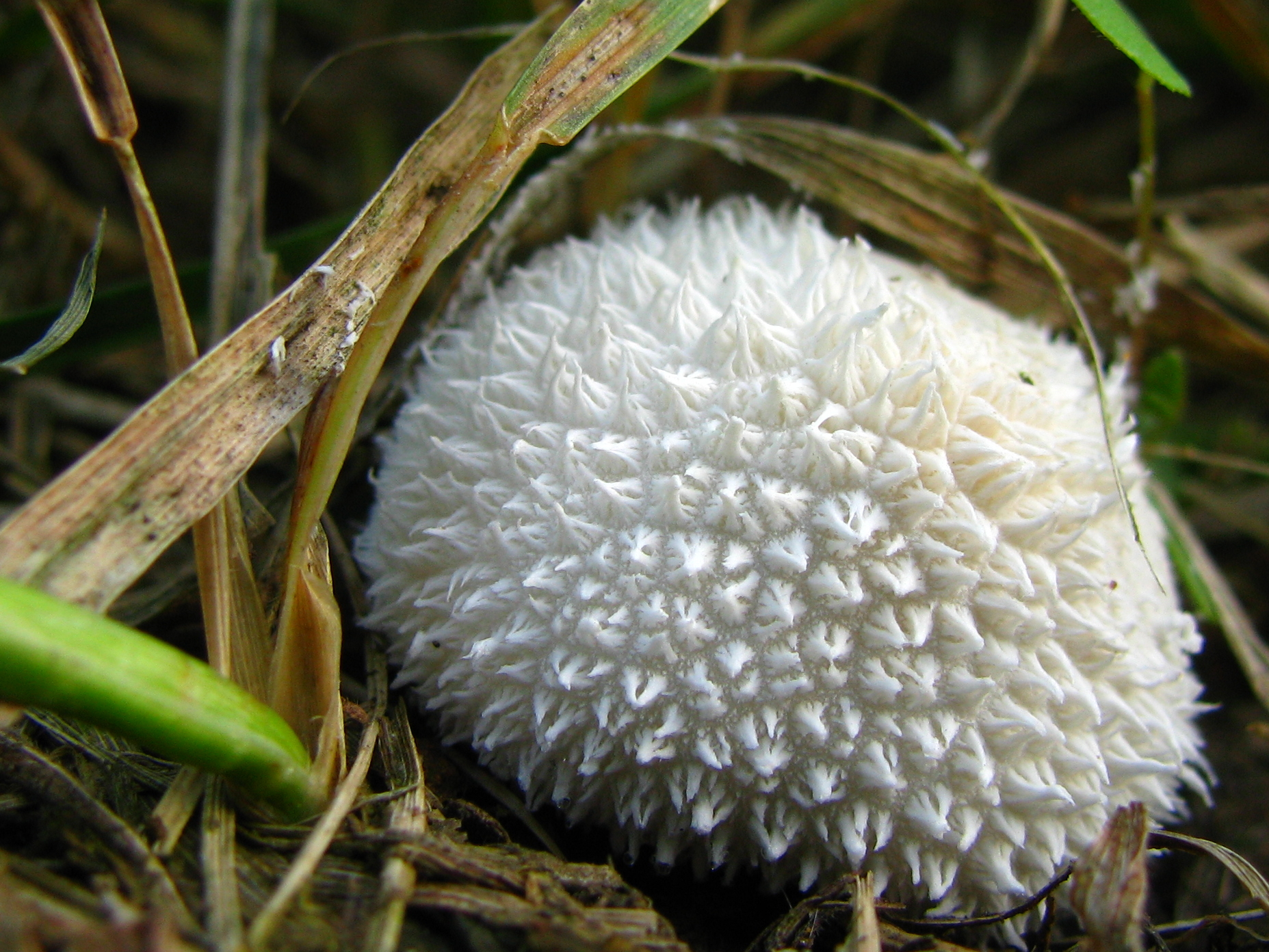
Lycoperdon echinatum
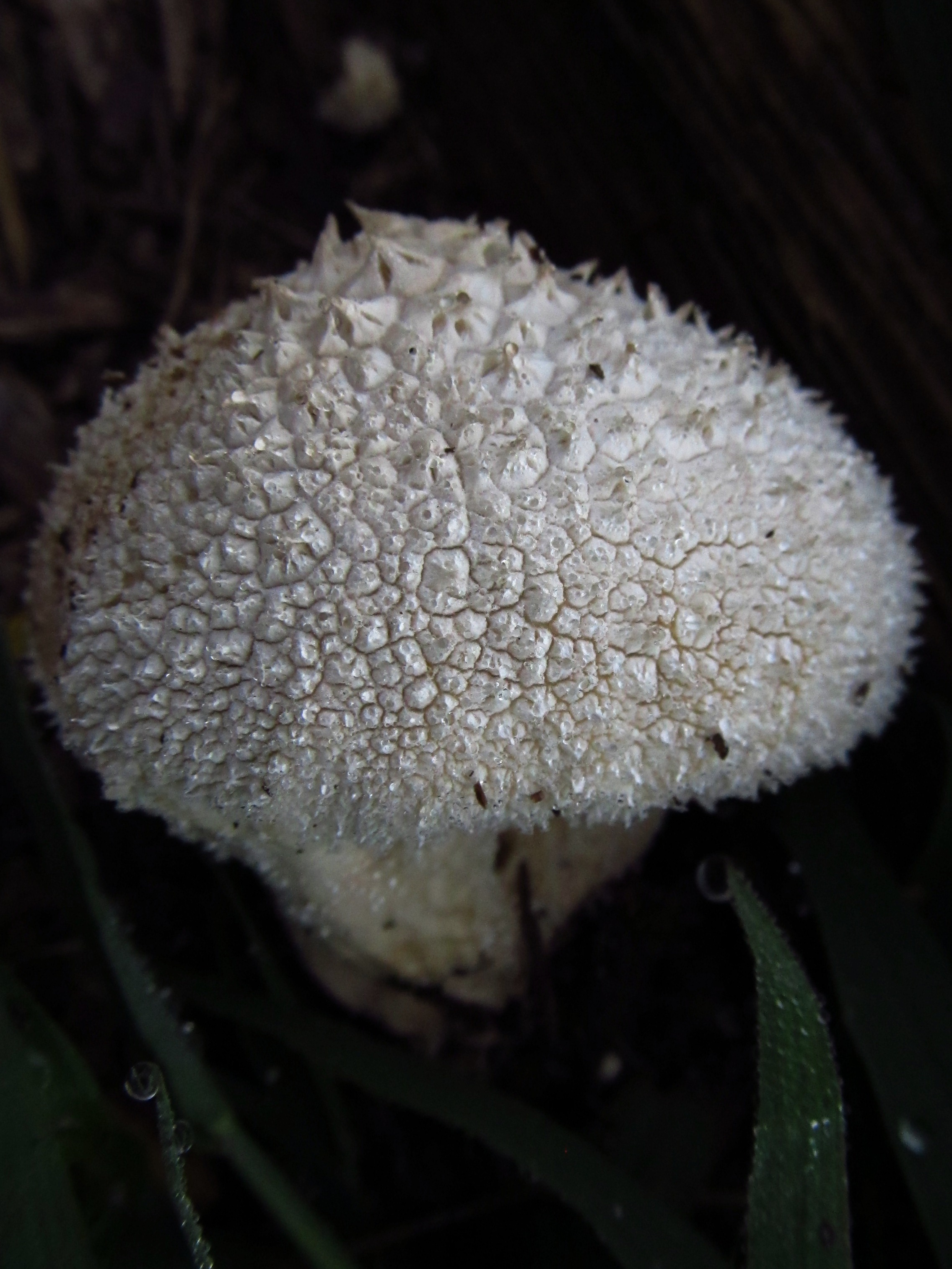
Lycoperdon marginatum
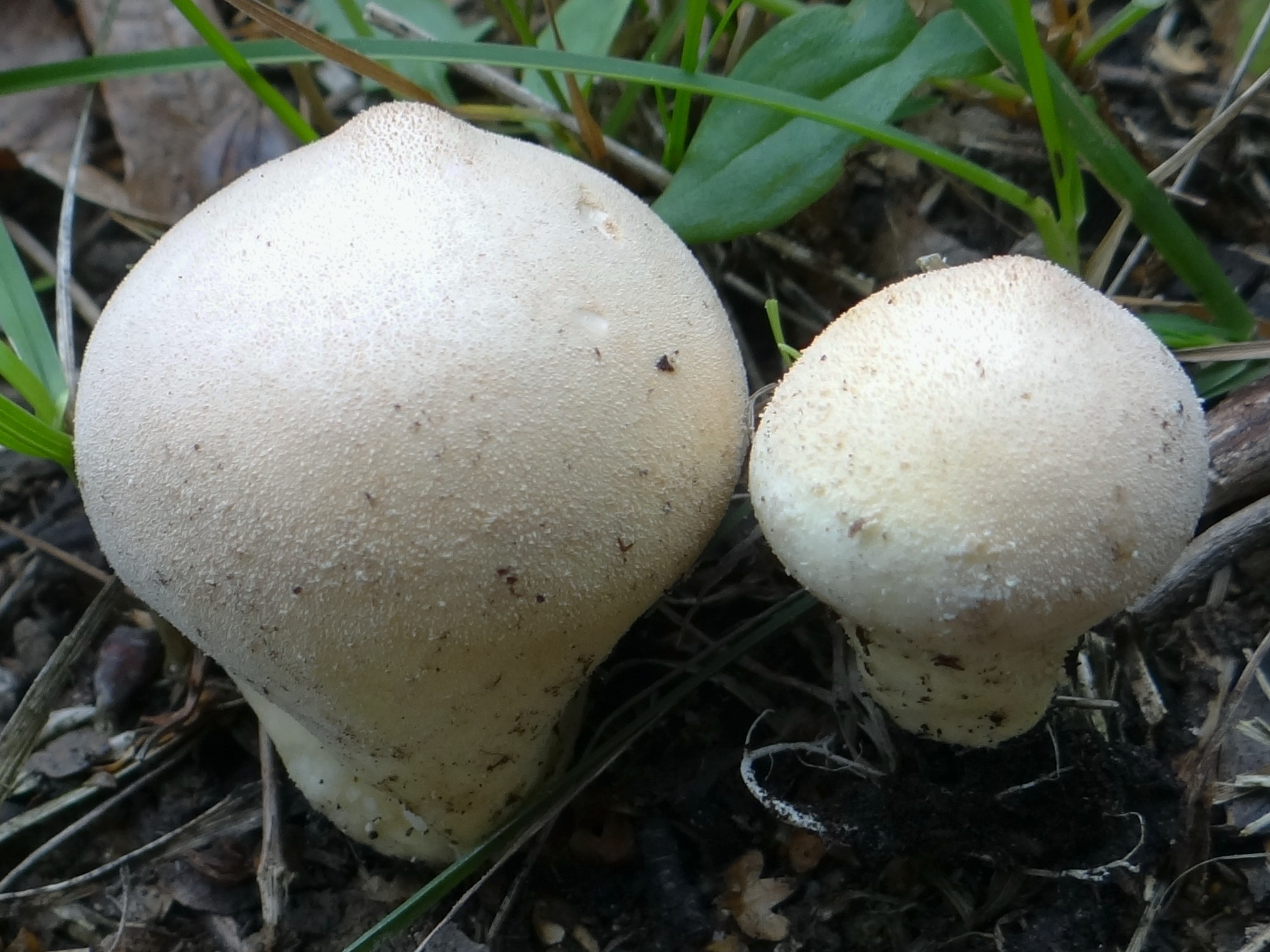
Lycoperdon molle

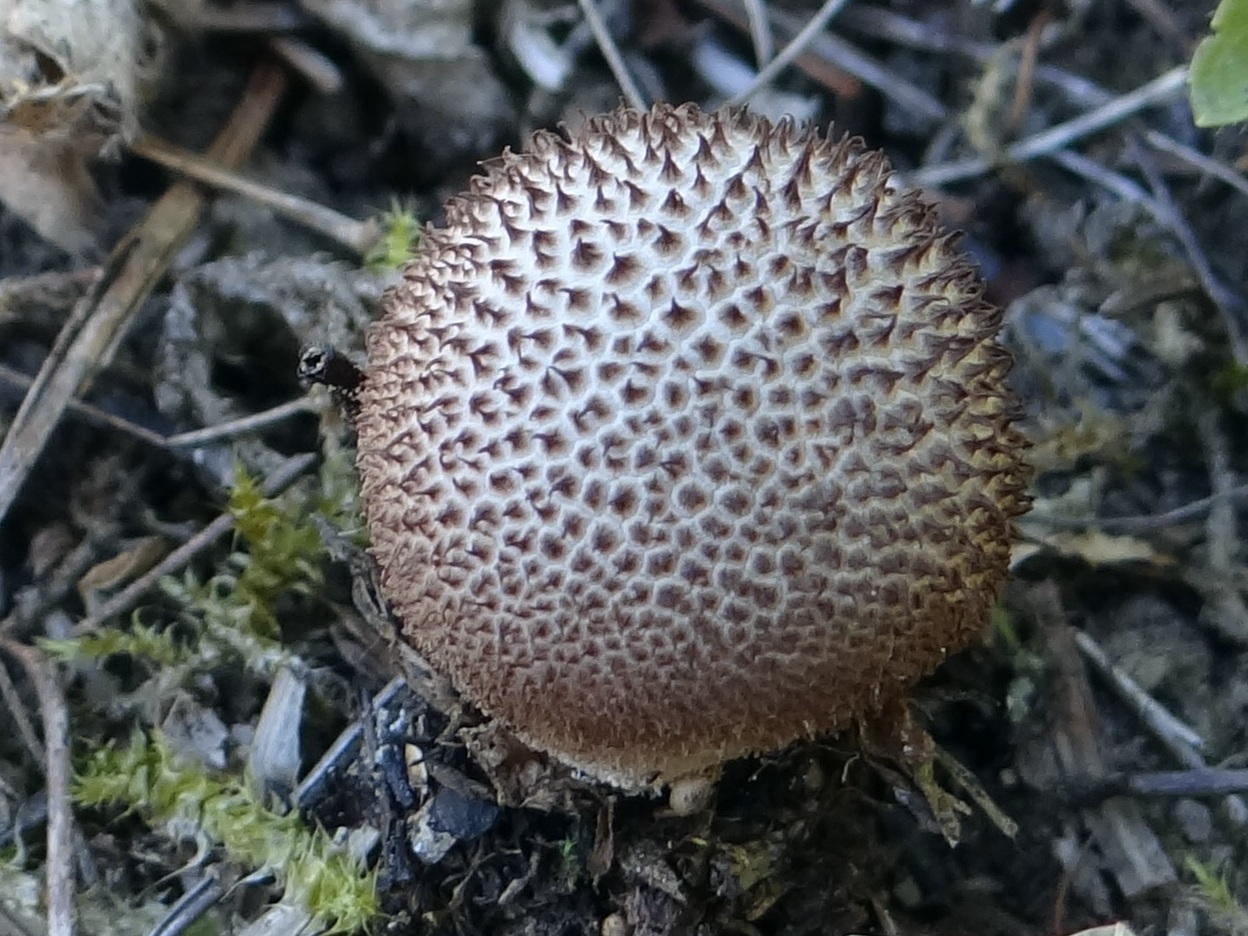
Lycoperdon nigrescens sin. foetidum
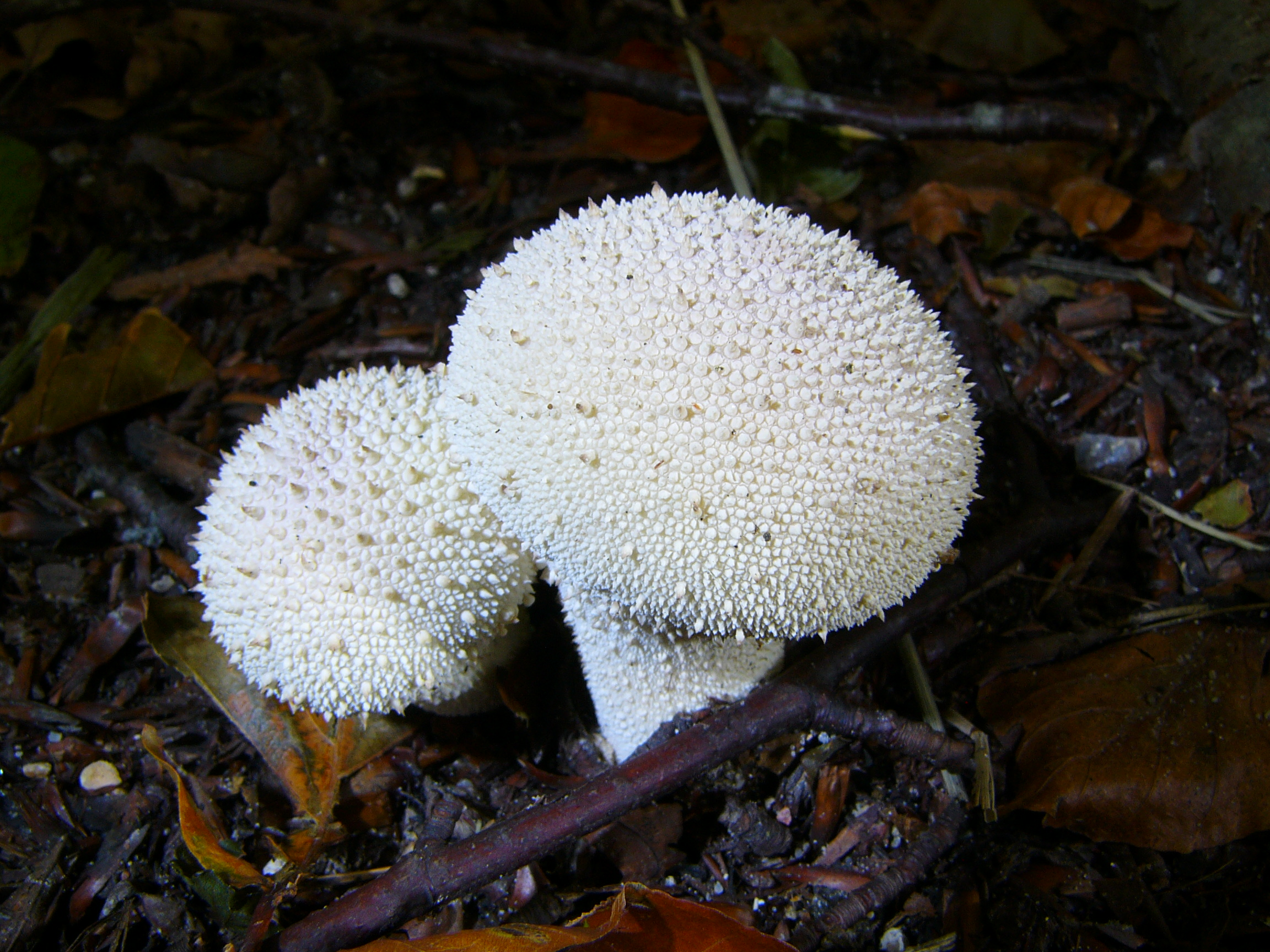
Lycoperdon perlatum
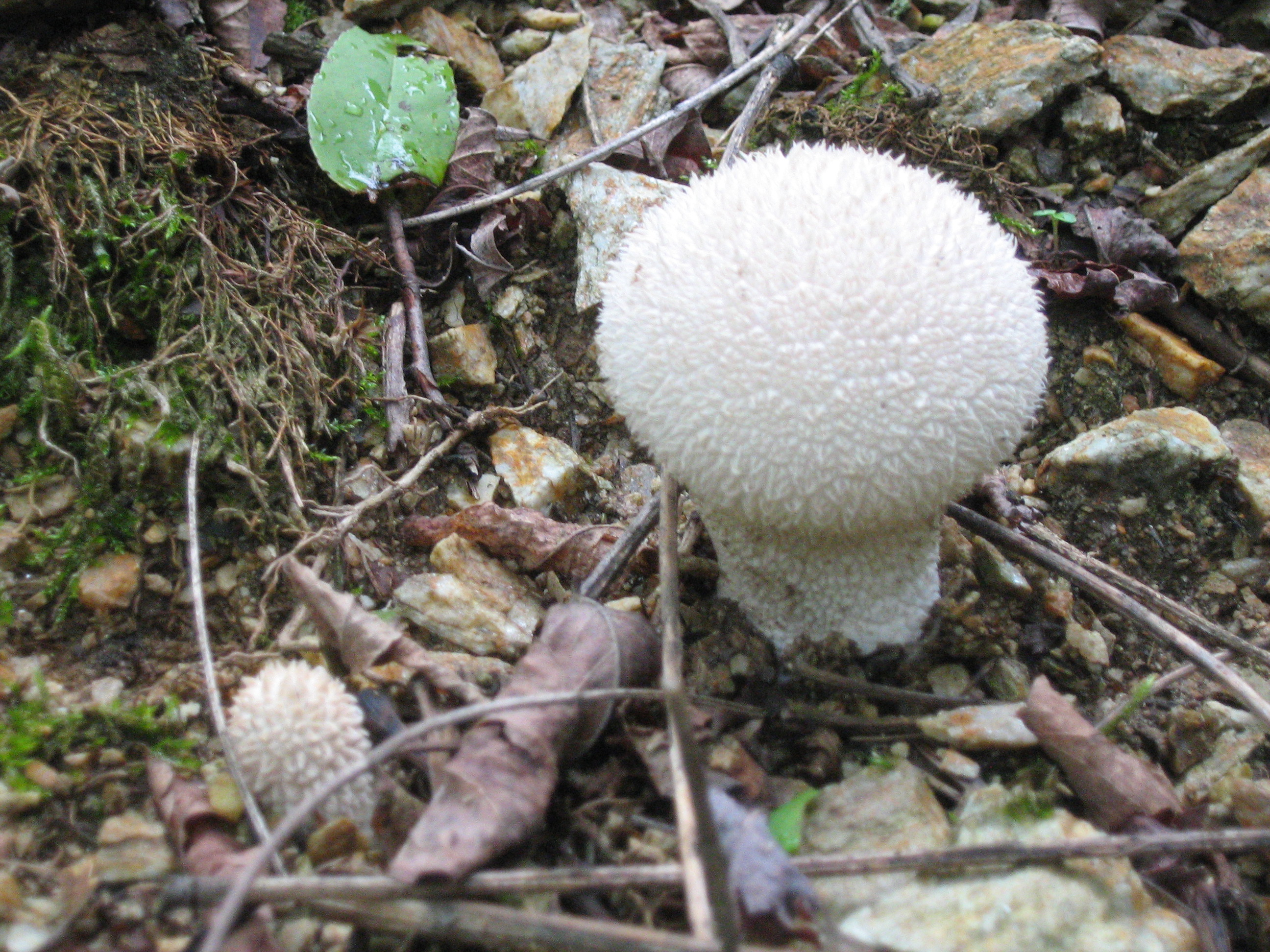
Lycoperdon pratense
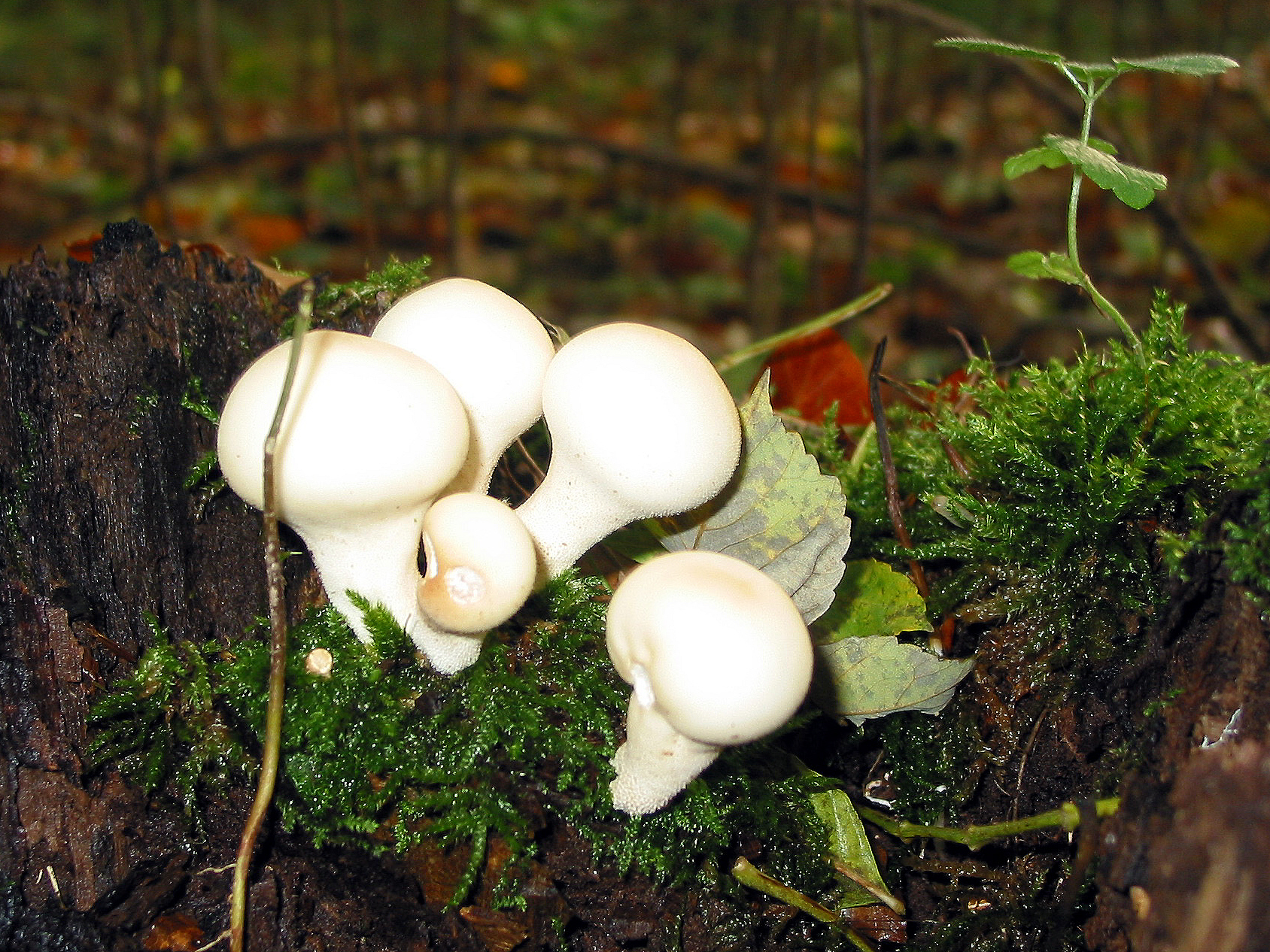
Lycoperdon pyriforme
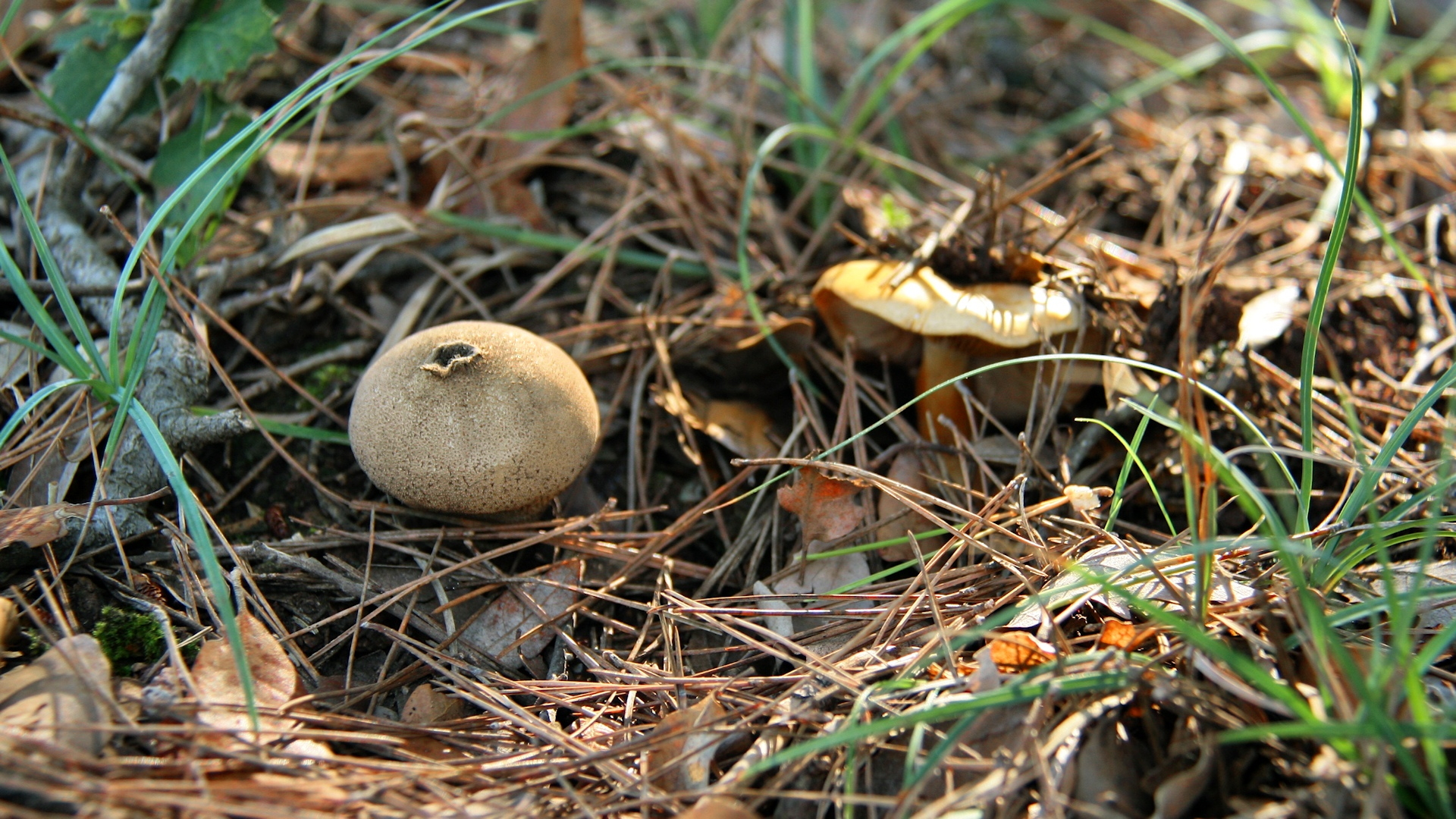
Lycoperdon umbrinum
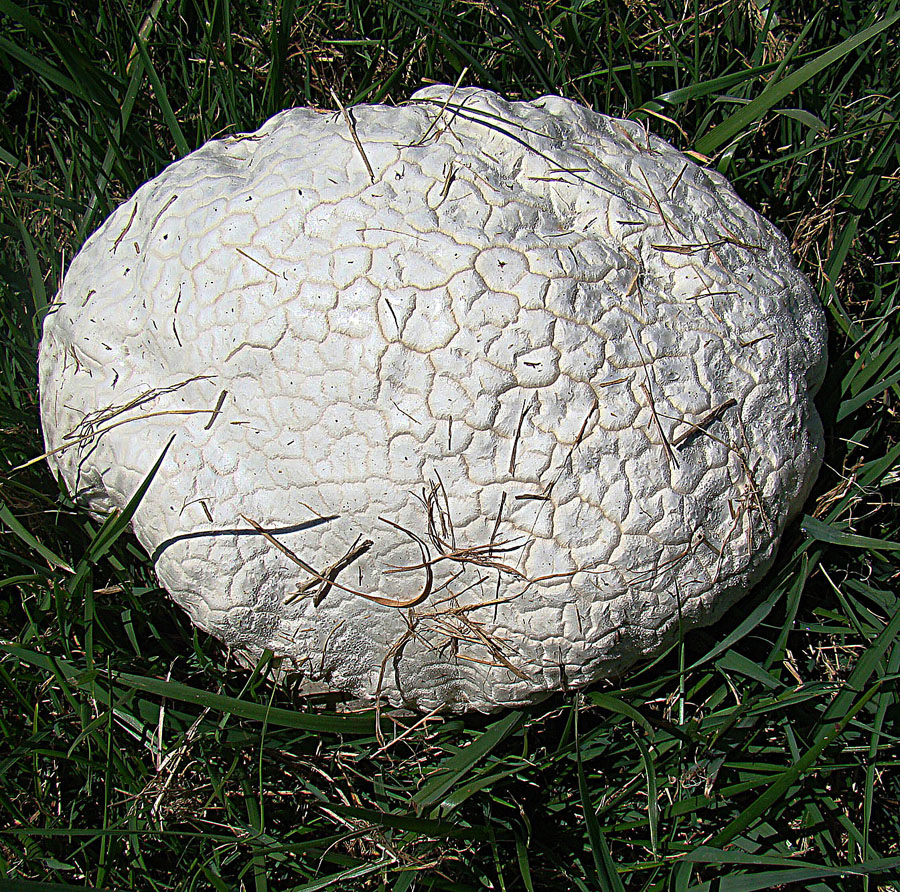
Lycoperdon utriforme

## Valorificare
Pe vremuri, praful buretelui sau carnea, uscată în stadiu tânăr și apoi frământată, a fost aplicată (dar și cel ale altor soiuri comestibile din acest gen) ca antihemoragic și, de asemenea, ca antiseptic (până astăzi la țară).
Ghioaga iepurilor este comestibilă și delicată cât culoarea glebei este complet albă, dar nu se potrivește cu fierberea ei, devenind vâscoasă. Înainte de preparare, la fel ca la cașul ciorii, cuticula trebuie să fie îndepărtată (merge cu ușurință) deoarece are o textură tare, ca de piele. Mai departe, ciuperca nu se spală niciodată, deoarece interiorul ei se comportă ca un burete, va absorbi apa, astfel compromițând prelucrarea ulterioară a ciupercii.

## Bibiliografie
- Rose Marie Dähncke: „1200 Pilze in Farbfotos”, Editura AT Verlag, Aarau 2004, ISBN 3-8289-1619-8
- Ewald Gerhard: „Der große BLV Pilzführer“ (cu 1200 de specii descrise și 1000 fotografii), Editura BLV Buchverlag GmbH & Co. KG, ediția a 9-a, München 2018, ISBN 978-3-8354-1839-4
- Jean-Louis Lamaison & Jean-Marie Polese: „Der große Pilzatlas“, Editura Tandem Verlag GmbH, Potsdam 2012, ISBN 978-3-8427-0483-1
- J. E. și M. Lange: „BLV Bestimmungsbuch - Pilze”, Editura BLV Verlagsgesellschaft, München, Berna Viena 1977, p. 116, ISBN 3-405-11568-2
- Hans E. Laux: „Der große Pilzführer, Editura Kosmos, Halberstadt 2001, ISBN 978-3-440-14530-2
- Gustav Lindau, Eberhard Ulbrich: „Die höheren Pilze, Basidiomycetes, mit Ausschluss der Brand- und Rostpilze”, Editura  J. Springer, Berlin 1928
- Till E. Lohmeyer & Ute Künkele: „Pilze – bestimmen und sammeln”, Editura Parragon Books Ltd., Bath 2014, ISBN 978-1-4454-8404-4
- Meinhard Michael Moser: „Röhrlinge und Blätterpilze - Kleine Kryptogamenflora Mitteleuropas”, ediția a 5-ea, vol. 2, Editura Gustav Fischer, Stuttgart 1983